# Balanococcus agnostus
Balanococcus agnostus är en insektsart som beskrevs av Jennifer M. Cox 1987. Balanococcus agnostus ingår i släktet Balanococcus och familjen ullsköldlöss. Inga underarter finns listade i Catalogue of Life.